# Manto Mavrogenous

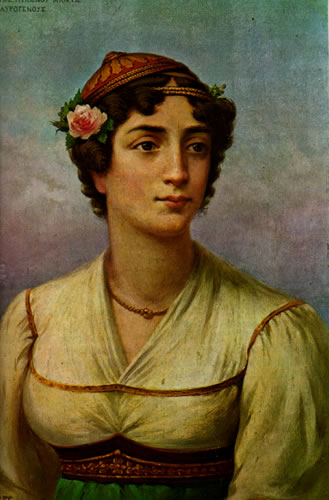
Adam Friedel: Manto Mavrogenous, 1827

Manto Magdalena Mavrogenous (griechisch Μαντώ Μαυρογένους, Vorname auch als Mando oder Mado transkribiert, Familienname auch Mavrogeni Μαυρογένη, * 1796 in Triest; † Juli 1848 auf Paros) war eine prominente Unterstützerin und Kommandantin des Griechischen Unabhängigkeitskriegs und gilt heute in Griechenland als Heldin des Kampfes für die Unabhängigkeit.

## Leben
Manto Mavrogenous stammte aus einer alten griechischen Familie byzantinischen oder – unter dem Namen Morosini – venezianischen Ursprungs, deren Zweige im gesamten Osmanischen Reich verstreut waren. Sie selbst stammte aus einem phanariotischen Zweig, der auch auf Paros angesiedelt war. Ihr Vater musste nach der Absetzung und Tötung seines Onkels Nikolaos, der Fürst der Walachei war, 1790 aus Bukarest fliehen und siedelte sich in Triest an, wo er als Händler zu bedeutendem Reichtum gelangte. In Triest genoss sie eine umfassende private Erziehung im Sinne der Aufklärung, unter anderem sprach sie fließend Englisch und Französisch.
Nach dem Tod des Vaters zog die Familie nach Tinos und siedelte schließlich auf Mykonos. Noch nicht zwanzigjährig, schloss sich Mavrogenous auf Tinos – wohl durch Vermittlung ihres Onkels Ioannis Mavrogeni, der ein Mitstreiter von Rigas Velestinlis war – der Filiki Eteria an. Nach dem Ausbruch der Griechischen Revolution spielte sie eine Rolle bei der Verteidigung der Insel gegen einen Piratenangriff und konnte so die Führer der Insel zur Teilnahme an der Revolution überzeugen. Sie rüstete aus eigenem Vermögen zwei Schiffe und rund 800 Kämpfer aus, die sie selbst befehligte und mit denen sie an mehreren Seeschlachten teilnahm, wo sie der Legende nach mehrfach knapp dem Tode entrann.
Gleichzeitig warb sie mit offenen Briefen, die durch westeuropäische Philhellenen in verschiedenen westeuropäischen Zeitungen veröffentlicht wurden, um finanzielle Unterstützung der gegen die „islamischen Barbaren“ kämpfenden Griechen, in einem Brief an die „Pariser Frauen“ unter anderem mit folgenden Worten: „Ich wünsche mir einen Tag der Schlacht, wie Sie sich nach einem Tanz sehnen.“
Nach der Unabhängigkeit Griechenlands siedelte Mavrogenous in der neuen griechischen Hauptstadt Nafplio, wo sie eine Liebesbeziehung zu General Dimitrios Ypsilantis (1793–1832) unterhielt. Wohl aus Angst, Ypsilantis und Mavrogenou könnten als populäres, verheiratetes Paar die Macht über Griechenland erlangen, entführten Mitglieder der Regierung Mavrogenou nach Mykonos und zwangen sie bis zum Tod Ypsilantis’, dort zu bleiben. Mavrogenou starb mittellos und vergessen auf Paros an Typhus.

## Nachwirkung

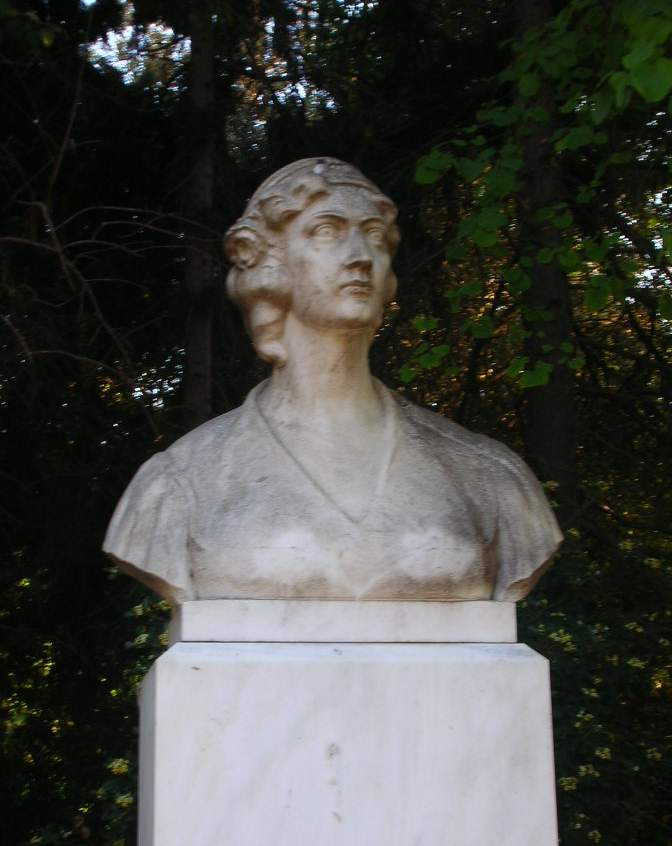
Denkmal Manto Mavrogenous’ in Athen

Als einzige weibliche Kommandantin des Unabhängigkeitskrieges neben Laskarina Bouboulina wird Mavrogenou heute als Heldin der Revolution verehrt. So war sie bis zur Einführung des Euro auf der Rückseite der Zwei-Drachmen-Münze Griechenlands abgebildet.
Ihr Leben wurde 1971 mit dem Film Manto Mavrogenous unter der Regie von Kostas Karagiannis verfilmt, das Drehbuch stammte von Nikos Kabanis und Kostas Karagiannis. Die Titelrolle spielte Tzeni Karezi.